# Maldiverne
Maldiverne (dhivehi: ދިވެހިރާއްޖެ (tr. Dhivehi Raajje)), officielt Republikken Maldiverne (dhivehi: ދިވެހިރާއްޖޭގެ ޖުމްހޫރިއްޔާ (tr. Divehi Rājje ge Jumhuriyyā)) er en suveræn stat i Sydasien. Maldiverne er en østat bestående af en gruppe atoller i Det Indiske Ocean sydvest for Indien og Sri Lanka.
Maldiverne har et areal på 300 km² og har 436.330(2017) indbyggere. Hovedstaden hedder Malé og er beliggende på øen af samme navn.

## Politik
Efter en langvarig periode uden reelt fungerende politiske partier, besluttede Maldivernes parlament enstemmigt den 2. juni 2005 at tillade politiske partier. Umiddelbart efter indleverede Maldivian Democratic Party deres ansøgning. Partiet havde sammen med andre demokratiske kræfter udøvet et voldsomt pres mod den siddende regering, ledet af præsident Maumoon Abdul Gayoom, der havde siddet ved magten siden 1978. Ved det efterfølgende præsidentvalg i oktober 2008 vandt oppositionskandidaten fra Maldivian Democratic Party, den tidligere samvittighedsfange og politiske aktivist Mohamed Nasheed, og han blev indsat i embedet 11. november 2008.
Mohamed Nasheed blev i 2011 dømt i en terrorsag. Herefter tog Abdulla Yameen over. Abdulla Yameen er halvbror til diktatoren Maumoon Abdul Gayoom.

## Regionalt samarbejde i Sydasien
Maldiverne er sammen med de øvrige lande i Sydasien medlem af SAARC (en forkortelse for South Asian Association for Regional Cooperation). SAARC blev stiftet i december 1985 med det formål at fremme det regionale samarbejde inden for regionen, samt øge samhandel mellem landene og styrke Sydasiens økonomisk udvikling. Organisationen har hovedsæde i Kathmandu, Nepal, og følgende stater er medlemmer: Bangladesh, Bhutan, Indien, Maldiverne, Nepal, Pakistan og Sri Lanka samt fra april 2007 også Afghanistan.

## Problem med stigende verdenshav
I 2007 advarede FN's klimapanel (IPCC) om, at en vandstigning i verdens have på mellem 18 og 59 cm i 2100 vil være nok til at gøre øgruppen i Det Indiske Ocean ubeboelig.
For at redde befolkningen har den maldiviske regering derfor i 2008 taget det usædvanlige skridt at spare sammen til at købe en bid af øen Sri Lanka. Man forestiller sig simpelthen at købe et landområde af det nuværende Sri Lanka, som kan huse hele den maldiviske befolkning på omkring 350.000 indbyggere.
Den fattige nation måtte i første omgang melde afbud til klimatopmødet i København, fordi de ikke havde råd til deltagelsen. Den danske stat valgte derefter at betale for nationens deltagelse i topmødet. Danmark havde afsat 18,6 millioner kroner til at fattige stater og østater kunne deltage med hver 3 delegerede.

### Undervandsmøde
For at gøre opmærksom på udsigten til måske at ende under havets overflade, holdt Maldivernes regering i 2009 et møde på bunden af havet. "Klædt i sorte dykkerdragter og masker dykkede præsident Mohamed Nasheed, 11 ministre, vicepræsidenten og regeringssekretæren 3,8 meter ned under vandet, hvor de holdt mødet ved borde i det krystalklare vand."